# 하루나급 구축함
하루나급 구축함은 구축함으로 분류됐으나 성능으로 보나, 외형으로 보나, 명백한 순양함이다. 일본이 보유한 최고의 함정 중 하나로 평가되는 우수한 함정이다. 시라네급과 흡사한 외형과 크기를 지녔으며, 뒷 갑판이 넓어 헬기의 이착륙 공간으로서 용이하다. 

## 제원
- 만재 배수량 : 7,200톤
- 최대 속도 : 32노트
- 함포 무장 : 127mm * 2
- 대공 무장 : 팰렁스 CIWS 20mm 2문, 시스패로 8연장 발사기 1기
- 대잠 무장 : ASROC 8연장 발사기 1기, 3연장 대잠어뢰 발사관 2기
- 탑재 헬기 : SH-60J 시호크 대잠헬기 3대

## 동형함

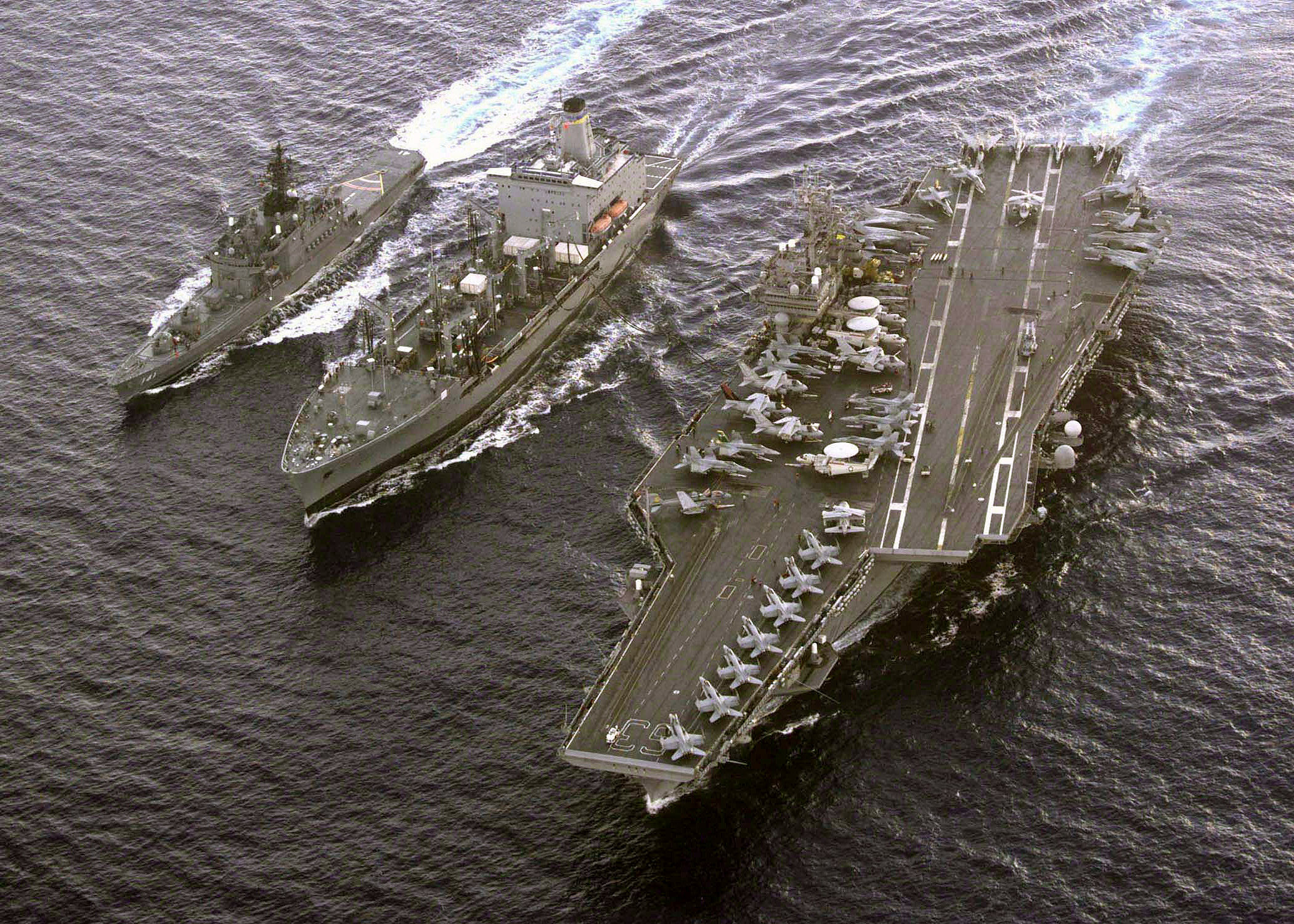
미 항공모함과 하루나급의 모습이다.

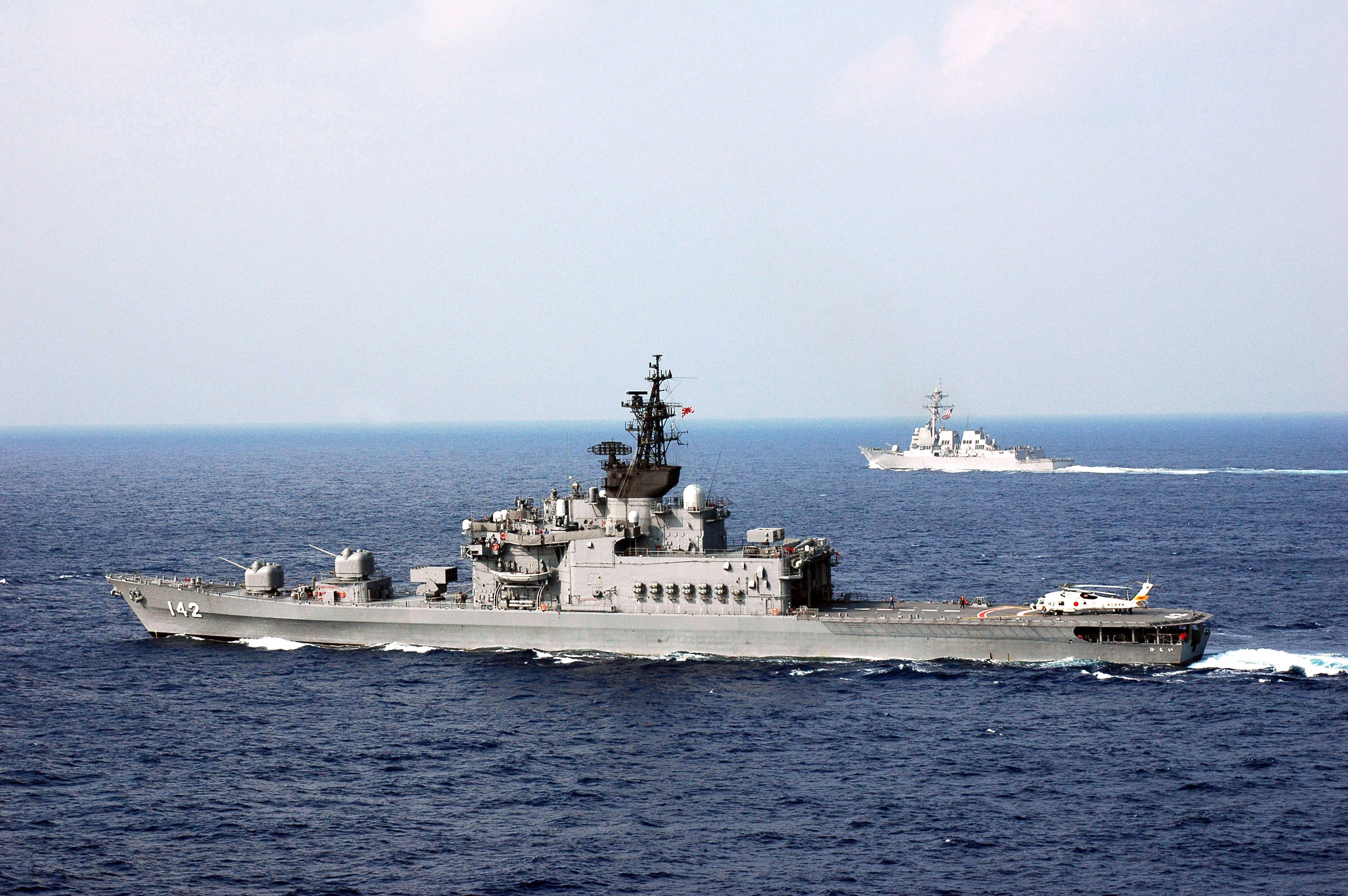
하루나함급 2번함 히에이의 모습이다.

| 이름           | 기공일          | 진수일          | 취역일          | 퇴역일          | 모항     |
| -------------- | --------------- | --------------- | --------------- | --------------- | -------- |
| DDH-143 시라네 | 1977년 2월 25일 | 1978년 9월 18일 | 1980년 3월 17일 | 2009년 3월 18일 | 요코스카 |
| DDH-144 구라마 | 1978년 2월 17일 | 1979년 9월 20일 | 1981년 3월 27일 | 2011년 3월 16일 | 사세보   |

## 같이 보기
- 타카나미급 호위함 - 무라사메의 개량형이다.
- 무라사메급 호위함 - 일본이 개발한 레이다를 장착한 방공구축함이다.
- 아타고급 구축함 - 일본의 이지스함이다.